# Mince pie

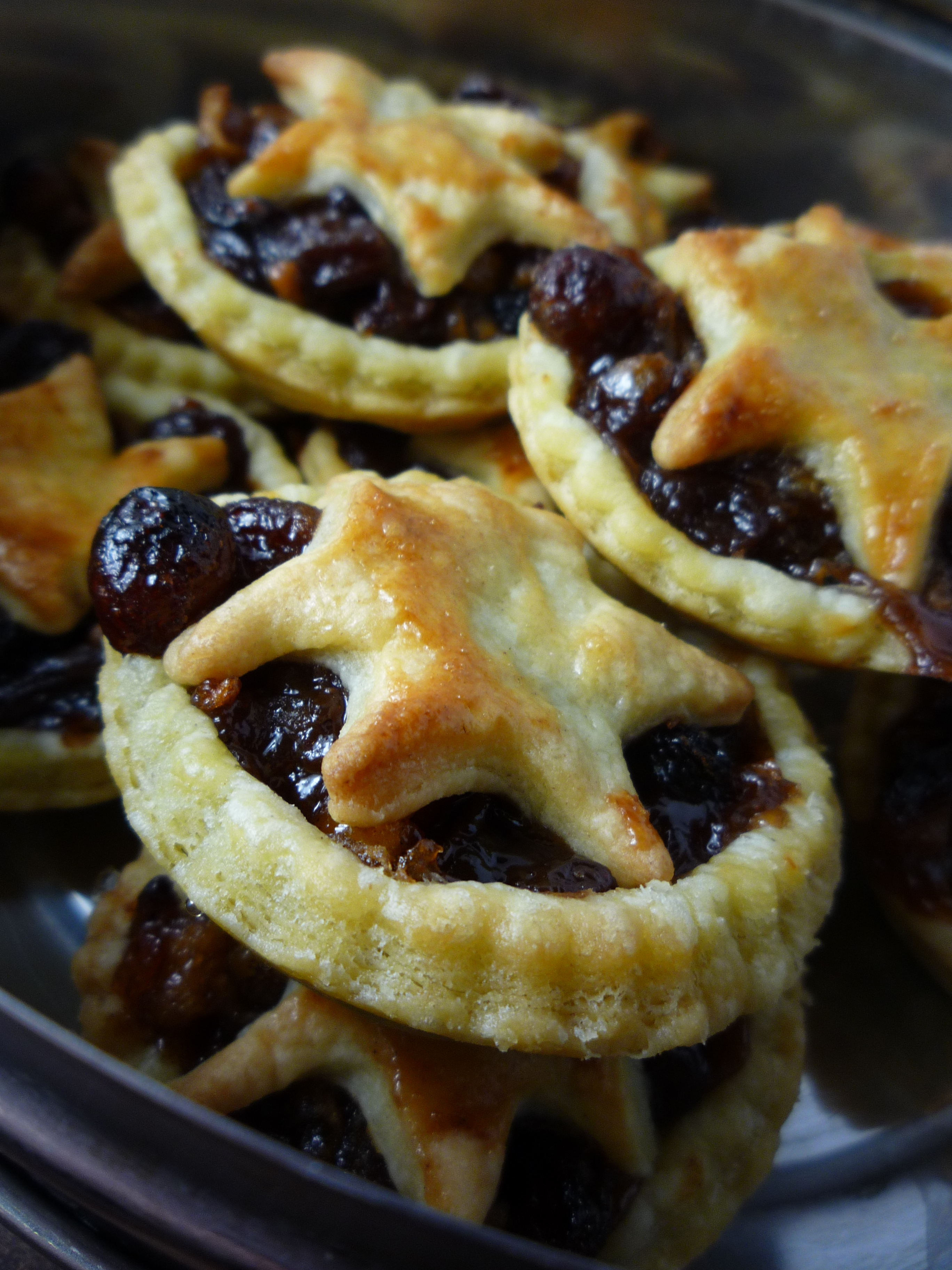
Ofta är Mince pie dekorerade med stjärnor, eller andra former, i pajskal.

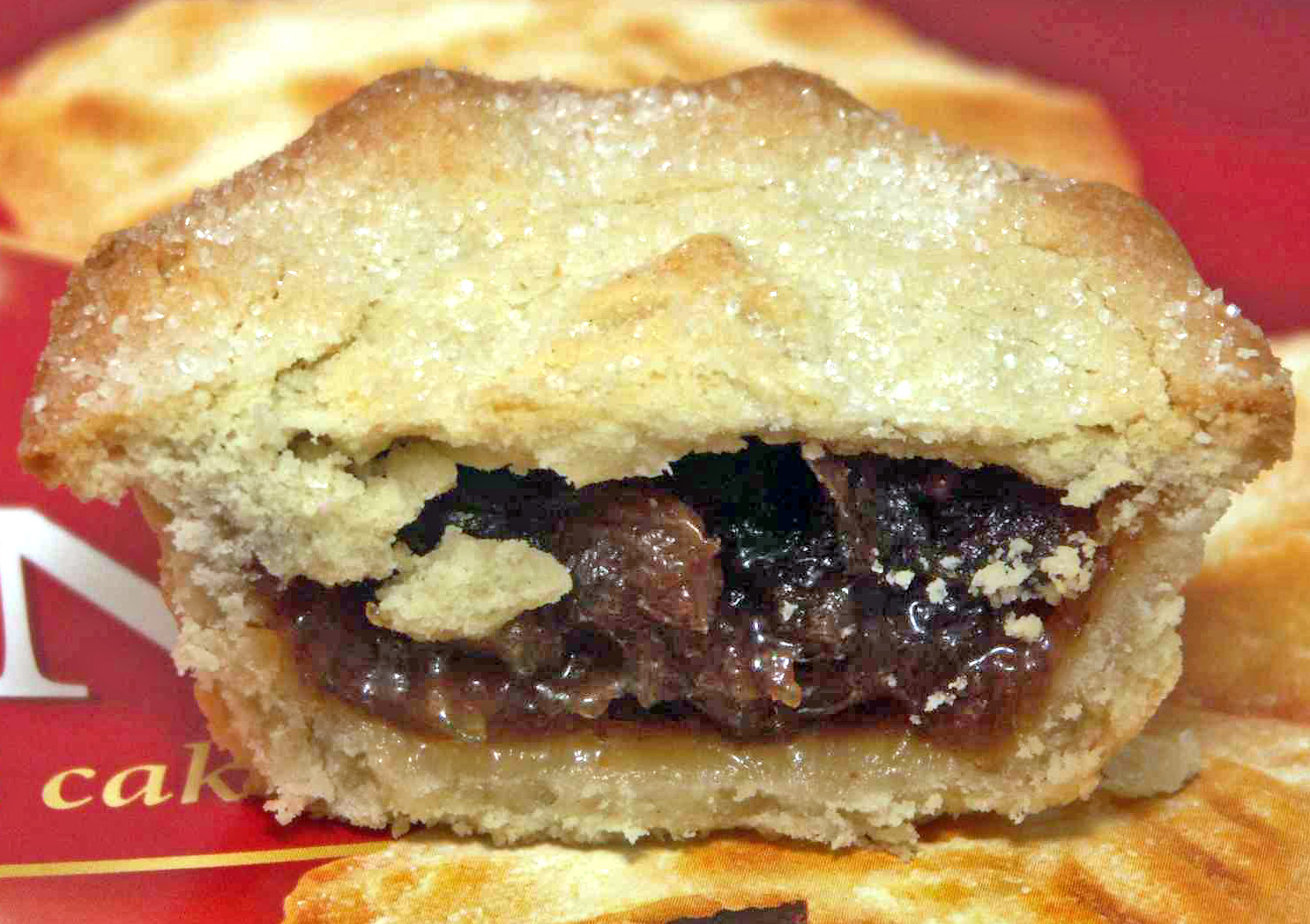
En samtida mince pie köpt på snabbmatskedja.

Mince pie, på svenska ungefär "färspaj", är en traditionell brittisk paj med söt smak, fylld av en blandning med torkad frukt, kryddor och fett. Rätten serveras ofta kring jul i delar av den engelsktalande sfären. I brittisk matlagning är blandningen av ingredienser känd från 1200-talet, då europeiska korsriddare tog med sig liknande recept när de återvände hem från Mellanöstern.
Traditionellt var den en matpaj som bestod av en blandning av hackat eller malet kött (ofta fårkött), njurtalg, torkad frukt och kryddor som kanel, nejlika och muskot. Rätten blev känd som "julpaj", eftersom den kom att förknippas med julen. Under Engelska inbördeskriget ansåg puritaner att mycket av julfirandet, däribland den traditionella julmaten, var uttryck för katolsk ogudaktighet och frosseri. Men traditionen att äta julpaj fortlevde under viktoriansk tid, dock hade pajen vid den här tiden blivit mindre och sötare i smaken. 
Mince pie är fortfarande en populär rätt kring jul över stora delar av Storbritannien och Irland. Utöver torkad frukt, kryddor, socker och fett innehåller blandningen - som kallas "mincemeat" - idag ofta hackade mandlar. Dock är det numera mycket sällan kött i pajen, och även njurtalg, som fortfarande var en viktigt ingrediens långt in på 1900-talet, är mindre vanligt.